# Aria di casa/Liberazion
Aria di casa/Liberazion è un singolo inciso nel 1981 da Sammy Barbot e pubblicato su etichetta WEA Italiana.
Il disco raggiunse il quinto posto delle classifiche in Italia, dove risultò il 50° singolo più venduto nel 1982.
In Francia, il disco uscì su etichetta Trema.

## Tracce
7"
1. Aria di casa – 4:12 (Bruno Tavernese - Luigi Albertelli - Sammy Barbot - Vivì Barbot)
2. Liberazion – 3:20 (Sammy Barbot - Vivì Barbot)

## I brani

### Aria di casa
Aria di casa è un brano scritto da Bruno Tavernese, Luigi Albertelli, Sammy Barbot e Vivì Barbot.
Il brano era la sigla del programma televisivo Happy Circus, condotto dallo stesso Sammy Barbot.
Il brano uscì nel 1981 anche come Lato A del singolo promozionale, che non fu messo in vendita, Aria di casa/Ti pentirai, in cui il Lato B era interpretato da Peter Cromo.

#### Testo
(Aria di casa (1981))
Il brano esprime le emozioni che si provano durante un viaggio (anche solo con la fantasia), in cui, il ritorno a casa dà sempre delle belle sensazioni. Poi, però - come dice il testo -"la mente torna a sognare un'onda e un cielo blu".

#### Musica
Il brano fu arrangiato da Pinuccio Pirazzoli.

#### Il brano nella cultura di massa
- Il brano è citato nel film del 1983 Vacanze di Natale da Jerry Calà, che interpreta il ruolo di Billo[5]: nella citazione, le parole "voglia di andare via" vengono sostituite da "voglia della mia zia"

### Liberazion
Liberazion è un brano scritto da Sammy Barbot e Vivì Bardot.
Il brano fu arrangiato da Jean-Marie Benjamin.

## Classifiche
| Classifica | Posizione massima | Nr. di settimane |
| ---------- | ----------------- | ---------------- |
| Italia     | 5                 |                  |